# Ferraria variabilis
Ferraria variabilis är en irisväxtart som beskrevs av Peter Goldblatt och John Charles Manning. Ferraria variabilis ingår i släktet Ferraria och familjen irisväxter. Inga underarter finns listade i Catalogue of Life.